# Goring Hotel
The Goring Hotel er et femstjernet hotel i Belgravia, London, som blev grundlagt i 1910. Det ligger nær Buckingham Palace. Hotellets restaurant, The Dining Room, har én stjerne i Michelinguiden.
Ved åbningen var hotellet det første i London, hvor alle værelser havde privat badeværelse og centralvarme. 
I 2011 boede Kate Middleton og hendes familie på hotellet i dagene omkring brylluppet med Prins William. Hun boede på hotellets Royal Suite natten inden brylluppet. Hun vendte tilbage til hotellet, da hun var gravid i 8. måned for at markere en nyligt afsluttet renovering i indgangshallen.